# Скопенко, Виктория Ивановна
Виктория Ивановна Скопенко (род. 1960) — художественный руководитель и дирижёр Украинской народной хоровой капеллы Москвы, сопредседатель Региональной общественной организации «Украинцы Москвы», Заслуженный работник культуры Российской Федерации (2004) и Украины (1999).

## Биография
Родилась в г. Киеве в 1960 году.
Окончила Киевское государственное музыкальное училище им. Р. М. Глиэра, затем хормейстерский факультет Киевской государственной консерватории им. П. И. Чайковского по специальности хормейстер, дирижёр хоров, преподаватель хоровых дисциплин, симфоническое дирижирование (факультативно). Учась в консерватории, начала творческую деятельность — работала хормейстером и концертмейстером Народной хоровой капеллы Киевского политехнического института.
В 1985 году переехала в Москву и работала:
- в Правлении Всероссийского музыкального общества ВМО (творческого союза),
- в Ассамблее народов России (руководитель культурных программ Дома народов России).

Позже, работая в Отделе организации досуга Администрации ВВЦ в должности режиссёра, Виктория Ивановна занималась организацией и проведением культурно-массовых мероприятий в дни общегородских праздников и фестивалей.
В 1992 году организовала музыкальный коллектив — Украинская народная хоровая капелла Москвы, руководителем которого является до сих пор.

## Награды и звания
- Награждена украинским орденом княгини Ольги II степени[1].
- Медаль лауреата Всесоюзного смотра самодеятельного художественного творчества (1985), медаль «В память 850-летия Москвы» (1997), медаль «10 лет независимости Украины», медаль Клавдии Шульженко.
- Почётный знак «За достижения в развитии культуры и искусства» (2002).
- Заслуженный работник культуры Российской Федерации (12 июня 2004 года) — за заслуги в области культуры и многолетнюю плодотворную работу[2].
- Заслуженный работник культуры Украины (19 октября 1999 года) — за значительный личный вклад в популяризацию украинской культуры в мире, весомые творческие достижения[3].
- Благодарность Министра культуры Российской Федерации (28 октября 2003 года) — за активное участие в подготовке и проведении Года Украины в Российской Федерации в 2003 году[4]
- Дипломы, грамоты, благодарственные письма.